# Anthony Cook
Anthony Lacquise Cook (Los Angeles, 19 marzo 1967) è un ex cestista statunitense, professionista nella NBA.

## Carriera
È stato selezionato dai Phoenix Suns al primo giro del Draft NBA 1989 (24ª scelta assoluta).

## Statistiche

### College
| Anno      | Squadra          | PG  | PT  | MP   | TC%  | 3P% | TL%  | RP  | AP  | PRP | SP  | PP   |
| --------- | ---------------- | --- | --- | ---- | ---- | --- | ---- | --- | --- | --- | --- | ---- |
| 1985-1986 | Arizona Wildcats | 32  | 23  | 26,0 | 50,0 | -   | 65,8 | 4,3 | 0,4 | 0,3 | 1,6 | 6,1  |
| 1986-1987 | Arizona Wildcats | 30  | 30  | 32,3 | 48,0 | -   | 54,0 | 7,2 | 0,6 | 1,0 | 2,3 | 9,7  |
| 1987-1988 | Arizona Wildcats | 38  | 37  | 30,8 | 61,8 | 0,0 | 71,6 | 7,1 | 0,4 | 0,7 | 2,0 | 13,9 |
| 1988-1989 | Arizona Wildcats | 33  | 33  | 32,3 | 62,9 | 0,0 | 62,7 | 7,2 | 0,4 | 1,0 | 2,5 | 17,5 |
| Carriera  | Carriera         | 133 | 123 | 30,4 | 57,5 | 0,0 | 64,5 | 6,5 | 0,4 | 0,7 | 2,1 | 12,0 |